# ترساننده ۳
ترساننده ۳ (به انگلیسی: Terrifier 3) یک فیلم اسلشر ترسناک فراطبیعی کریسمسی آمریکایی محصول ۲۰۲۴ به نویسندگی و کارگردانی دیمین لئون با بازی لورن لاورا، دیوید هوارد تورنتون، الیوت فولام، سامانتا اسکافیدی ، آنتونلا رز، مارگارت آن فلورانس و برایس جانسون است. داستان فیلم در روزهای منتهی به کریسمس، سینا شاو را دنبال می‌کند که سعی می‌کند زندگی خود را بازسازی کند. در همان زمان، آرت دلقک او را در کنار همدست جدیدش، ویکتوریا هیسِ تسخیر شده، تعقیب می‌کند. این فیلم دنباله ترساننده ۲ (۲۰۲۲) و سومین قسمت از این مجموعه فیلم است.
پس از موفقیت تجاری و انتقادی ترساننده ۲، لئون شروع به نوشتن برای سومین فیلم با برنامه‌ریزی برای روایتی فراگیرتر کرد. لئون می‌خواست ویکتوریا را برجسته‌تر نشان دهد، زیرا از ترک این شخصیت در فیلم اول پشیمان بود. تصویربرداری اصلی در فوریه ۲۰۲۴ با بودجه ۲ میلیون دلاری آغاز شد و در آوریل همان سال به پایان رسید.
ترساننده ۳ برای اولین بار در فنتاستیک فست در آستین، تگزاس، در ۱۹ سپتامبر ۲۰۲۴ به نمایش درآمد و در ۱۱ اکتبر در ایالات متحده اکران شد. این فیلم عموماً نقدهای مثبتی از سوی منتقدان دریافت کرد و بیش از ۶۳ میلیون دلار در سراسر جهان فروخت و به پردرآمدترین فیلم بدون رتبه تاریخ تبدیل شده است.

## داستان
پس از آنکه سینا شاو سر آرتِ دلقک از بدنش جدا می‌کند، بدن بی سر آرت، پلیسی را که در حال تحقیق به این حادثه است را می‌کشد و سرش را از تن جدا می‌کند و سپس راهی پناهگاهی می‌شود، که در آن بازمانده قبلی یعنی ویکتوریا هیس، که اکنون توسط دختر کوچولوی رنگ پریده تسخیر شده است، به تازگی سر آرت را زایمان کرده است. آرت و ویکتوریا بعد از اینکه سرش را دوباره به بدنش می‌چسبانند، یک پرستار و یک نگهبان را قبل از ورود به خانه‌ای متروکه می‌کشند و به خواب زمستانی فرومی‌روند.
پنج سال بعد، سینا از یک مرکز بهداشت روانی آزاد می‌شود تا در کنار خاله‌اش جس، همسرش گرگ و دخترشان گابی بماند که آخری سینا را مثل یک بت می‌داند اما از اتفاقاتی که او تحمل کرده است اطلاعی ندارد. سینا از احساس گناه بازمانده رنج می‌برد و اغلب توهمات دوست صمیمی مرحومش بروک را دارد که خود را مسئول مرگ او می‌داند. او در تلاش است تا با برادر کوچکترش جاناتان، که اکنون در کالج است و سعی دارد به زندگی خود ادامه دهد، ارتباط برقرار کند. وقتی دو کارگر تخریب در خانه متروک به آرت و ویکتوریا برخورد می‌کنند، آنها از خواب بیدار می‌شوند. این دو، کارگران را می‌کشند و ویکتوریا شروع به کار بر روی یک لباس می‌کند، در حالی که آرت به یک قتل دیگر می‌پردازد. آرت در یک بار با یک بابانوئل ملاقات می‌کند، جایی که آرت او را می‌کشد و لباس بابانوئل او را می‌برد. سپس آرت به عنوان یک بابانوئل در مرکز خرید ظاهر می‌شود و از مواد منفجره که به عنوان هدیه مبدل شده‌اند برای کشتن چندین نفر در مرکز خرید استفاده می‌کند که بسیاری از آنها کودک هستند. سینا فکر می‌کند قبل از انفجار، آرت را با لباس مبدل در مرکز خرید می‌بیند، اما به خانواده‌اش چیزی نمی‌گوید زیرا فکر می‌کند آنها او را باور نمی‌کنند و خودش مطمئن نیست که آیا این فقط یک توهم بوده یا نه.
سینا در دانشگاه جاناتان را ملاقات می‌کند. او در آنجا با کول، هم اتاقی جاناتان و دوست دخترش میا، که میزبان یک پادکست جنایت واقعی هستند، ملاقات می‌کند. میا، سینا و جاناتان را تحت فشار قرار می‌دهد تا در مصاحبه‌ای دربارهٔ کشتار مایلز کانتی شرکت کنند، اما سینا به شدت اعتراض می‌کند. سینا به جاناتان اعتراف می‌کند که فکر می‌کند آرت هنوز زنده است و نامه‌هایی را به جاناتان نشان می‌دهد که در زمانی که او در بیمارستان روانی به او نوشته بود، که بیان می‌کند شیاطین می‌توانند دوباره متولد شوند و میزبانانی مانند ویکتوریا را داشته باشند. او همچنین به جاناتان می‌گوید که قصد دارد برای بازیابی شمشیر پدرش به جاذبهٔ جن‌زده «تریفایر» بازگردد. آرت به دانشگاه می‌رسد و میا و کول را با اره زنجیری می‌کشد. سینا در اخبار از قتل‌های مرکز خرید مطلع می‌شود و وحشت می‌کند و از جاناتان می‌خواهد از دانشگاه به خانه بازگردد و به خانواده هشدار می‌دهد که در امنیت نیستند. گرگ می‌رود تا جاناتان را بیاورد در حالی که سینا به خواب می‌رود. او رؤیای فرشتگانی را می‌بیند که از لباس جنگجوی او که پدرش برای او کشیده زره می‌سازند. سینا از خواب بیدار می‌شود و صدای جس و شوهرش را در طبقه پایین می‌شنود که در مورد آنچه که باید در مورد وضعیت بدتر او انجام دهند صحبت می‌کنند. وقتی به اتاق ناهار خوری می‌رود، سینا در عوض آرت و ویکتوریا را در حال تزئین بدن سر بریده و شکم دریده گرگ که به دیوار چسبانده شده‌اند، می‌یابد. سینا می‌دود، اما پس از آن توسط آرت با یک پتک ناتوان می‌شود.
وقتی سینا به هوش می‌آید، جس را می‌بیند که روبروی او بسته شده است و سر بریده گرگ به عنوان ستاره درخت کریسمس آنها استفاده می‌شود. ویکتوریا یک سر بدون پوست را به آنها نشان می‌دهد که توسط موش‌ها خورده می‌شود و به او می‌گوید که این سر گابی است. آرت جس را با کوبیدن لوله ای به گلویش می‌کشد و موش‌ها را به زور داخل آن می‌کند. آرت ناگهان با گابی به عنوان گروگان وارد می‌شود و ویکتوریا به سینا ادعا می‌کند که سر در واقع از جاناتان است. ویکی تاجی از خار را بر سر سینا می‌گذارد و سعی می‌کند او را تصاحب کند، اما او مقاومت می‌کند زیرا هنوز اراده اش شکسته نشده است. ویکتوریا به سینا می‌گوید که هدیه کریسمس خود را از گابی باز کند. با این حال، سینا آزاد می‌شود و ویکتوریا را با شمشیر پدرش که در زمان حال پنهان کرده بود، از تن جدا می‌کند. حوض خون ویکتوریا در کف می‌سوزد و یک پورتال به سوی دوزخ ایجاد می‌کند. در حالی که سینا و آرت با هم مبارزه می‌کنند، گابی می‌افتد و از لبه خود را نگه می‌دارد. سینا در نهایت با میخ زدن آرت به دیوار به برتری می‌رسد، اما او را رها می‌کند تا گابی را نجات دهد، که در نهایت با شمشیر به ورطه سقوط می‌کند. آرت از طریق پنجره فرار می‌کند، در حالی که سینا عهد می‌کند گابی را پیدا کرده و نجات دهد. همان‌طور که سینا به دست‌های زخمی خود نگاه می‌کند، دستانش بلافاصله بهبود می‌یابد و به این معنی است که او قدرت فرشته خود را به دست آورده است.
در صحنه پایانی، آرت در حال سوار شدن به اتوبوس با مسافر و راننده ای دیده می‌شود که از ظاهر او آشفته شده‌اند.

## بازیگران
- دیوید هوارد تورنتون (تصویر از ۲۰۲۳) و لورن لاورا (تصویر از ۲۰۲۴)دیوید هوارد تورنتون در نقش آرت دلقک
- لورن لاورا در نقش سینا شاو، خواهر بزرگ جاناتان و شخصی که در فیلم قبلی سر آرت را برید و اکنون از یک مرکز بهداشت روانی آزاد شده است.
  - لوسیانا الیسا کوئینونز در نقش سینای جوان
- الیوت فولام در نقش جاناتان شاو، برادر کوچک‌تر سینا که اکنون در کالج است و سعی می‌کند زندگی را پس از اتفاقاتی که تجربه کرده بود ادامه دهد.
- سامانتا اسکافیدی در نقش ویکتوریا هیس، خواهر کوچکتر قربانی آرت، تارا هیس و تنها بازمانده وقایع فیلم اول، که توسط دختر کوچولوی رنگ پریده تسخیر شده و به عنوان شریک جرم آرت عمل می‌کند.
- مارگارت آن فلورانس در نقش جس شاو، خاله سینا و جاناتان که خواهر بزرگتر مادرشان باربارا است.
- برایس جانسون در نقش گرگ شاو، شوهر جس و پدر گابی
- آنتونلا رز در نقش گابی شاو، دختر جس و گرگ و پسر عموی سینا و جاناتان که سینا را به عنوان یک بت می‌داند.
- کریس جریکو در نقش آدام برک، یک پرستار در بیمارستان روانی شهرستان مایلز
- دانیال روبوک در نقش بابانوئل
- تام ساوینی در نقش یک تماشاگر
- جیسون پاتریک در نقش مایکل شاو، پدر سینا و جاناتان، هنرمندی که بر اثر تومور مغزی درگذشته است.
- کرسی فاکس در نقش جنیفر
- الکسا بلر رابرتسون در نقش میا، دوست دختر کول و یک مشتاق جنایت واقعی و شیفته کشتار مایلز کانتی
- میسون مکارتیا در نقش کول، همکار جاناتان در خوابگاه
- استیون کوفیلد جونیور در نقش افسر ایوانز
- کلینت هاوارد در نقش اسموکی
- آنی لدرمن در نقش مجری مشترک گریون ایمج
- بردلی استرایکر در نقش ادی
- جان آبراهامز در نقش دنیس
- فیل فالکون در نقش تام، راننده اتوبوس
- کیلی هیمن در نقش بروک، بهترین دوست درگذشته سینا که به عنوان یک توهم برای تعقیب او ظاهر می‌شود.
- جان سندرز در نقش صدای شیطان[۲]

## بازخورد
در وبگاه جمع‌آوری نقد راتن تومیتوز، ٪۷۶ از ۱۰۳ بررسی منتقدان مثبت است و میانگینِ امتیاز آن ۶٫۵/۱۰ است. اجماع این وبگاه چنین می‌نویسد: «ترساننده ۳ با تبر به شادی جشن و هر چیز دیگری که در مسیرش قرار دارد، یک هدیه خونین فوق‌العاده برای فصل تعطیلات است.» این فیلم در متاکریتیک که از میانگین وزنی استفاده می‌کند، بر اساس نظر ۱۸ منتقدین امتیاز ۶۱ از ۱۰۰ را کسب کرده که نشان‌گر «نقدهای عموماً مطلوب» است. تماشاگران شرکت‌کننده در نظرسنجی سینماسکور به فیلم نمره متوسط «B» را در مقیاس A+ تا F دادند، در حالی که آن‌هایی که توسط پست ترک مورد بررسی قرار گرفتند، ۷۶ درصد نمره کلی مثبت به آن دادند و ۵۹ درصد گفتند که قطعاً آن را توصیه می‌کنند.

### بازخورد بین‌المللی
کمیته رده‌بندی فرانسه تماشاگران زیر ۱۸ سال را از دیدن فیلم منع کرد، این اولین باری است از زمان انتشار فیلم اره ۳ در سال ۲۰۰۶ که چنین ممنوعیتی صادر شده است. گزارش‌هایی مبنی بر استفراغ و خروج تماشاگران از سالن‌ها پس از تماشای صحنه افتتاحیه فیلم در بریتانیا منتشر شد. طبق گزارش‌ها، دو نفر در جریان نمایش فیلم در استرالیا از هوش رفتند.

## دنباله
در سال ۲۰۲۳، دیمین لئون در مورد برنامه‌هایی برای یک فیلم بالقوه چهارم صحبت کرد. در سپتامبر ۲۰۲۴، لئون تأیید کرد که ترساننده ۴ (به انگلیسی: Terrifier 4) در حال توسعه قرار دارد.

## یادداشت
1. 1 2  طوری که در ترساننده ۲ (۲۰۲۲) نشان داده شد.